# Університет медицини (Тирана)
Медичний університет (Тирана) (алб. Universiteti i Mjekësisë, Tiranë) — державний університет охорони здоров’я та медичних наук, який розташований у Тирані (Албанія).

## Історія
Історія університету сягає корінням в основу вищих навчальних закладів в Албанії із створенням Вищого медичного інституту в 1952 році. У 1957 р. Вищий медичний інститут та інші п’ять вищих навчальних закладів сформували Державний університет Тирани. З цієї нагоди був створений медичний факультет як головний референтний заклад з албанської медицини. Завдяки найвищому рівню знань та професіоналізму, 23 січня 2013 року медичний факультет отримав статус університету - Медичний університет у Тирані. Він прийняв факультет медицини та технічних медичних наук від Університету Тирани, і отже, створив фармацевтичний факультет, факультет стоматології та факультет громадського здоров'я. Першим ректором Медичного університету в Тирані був професор Джера Круя. З моменту реорганізації, 30 березня 2016 року, Медичний університет Тирани складається з трьох факультетів: Медичного факультету, Факультету технічних медичних наук, Факультету стоматології.

## Опис
Навчальні програми розподілені на три академічні рівні Бакалавр, магістр наук / професіонал, інтегрований ступінь магістра та докторантура. Пропонує програми спеціальних досліджень для медичної практики на медичному та стоматологічному факультетах (2–4 роки).
Медичний університет Тирани складається з понад 300 викладачів, 78 професорів-професорів та близько 7 500 студентів, які навчаються на трьох рівнях навчання: бакалавр, магістр та докторська ступінь.
Кампус університету розташований у міській місцевості, недалеко від Університетського лікарняного центру «Мати Тереза».

## Факультети та програми навчання
- Медичний факультет

Медичний факультет є одним із перших та найбільш конкурентоспроможних факультетів національного та міжнародного рівня в Республіці Албанія.  Він пропонує різні кваліфікації:
- Інтегрований ступінь магістра в галузі загальної медицини
- Інтегрований ступінь магістра фармацевтики
- Ступінь магістра наук у галузі охорони здоров'я
- Ступінь магістра в галузі охорони здоров'я
- Інтегрований ступінь магістра стоматології
- Ступінь бакалавра в галузі медсестер
- Ступінь магістра в галузі управління медсестрами
- Ступінь магістра з управління медсестрами
- Ступінь бакалавра з лаборанта
- Ступінь магістра в галузі лаборанта
- Ступінь магістра наук в галузі лаборанта
- Ступінь бакалавра з фізіотерапії
- Ступінь магістра з фізіотерапії
- Ступінь магістра з фізіотерапії
- Ступінь бакалавра з педіатричної медсестри
- Ступінь магістра педіатричних сестер
- Ступінь магістра з педіатричних сестер
- Ступінь бакалавра в галузі радіології
- Ступінь магістра в галузі радіології
- Ступінь магістра наук з радіології
- Ступінь бакалавра з логопедії
- Ступінь магістра в галузі логопедії
- Ступінь магістра наук з логопедії
- Ступінь магістра в галузі геріатричних досліджень